# Pia Lindman
Pour les articles homonymes, voir Lindman.
Pia Lindman (Espoo, 11 juin 1965) est une photographe finlandaise.